# クラーク (駆逐艦)
|          | |
| 艦歴     | |
| 発注     | |
| 起工     | 1934年1月2日 |
| 進水     | 1935年10月15日 |
| 就役     | 1936年5月20日 |
| 退役     | 1945年10月23日 |
| その後   | 1946年3月29日にスクラップとして廃棄 |
| 除籍     | 1945年11月16日 |
| 性能諸元 | |
| 排水量   | 1,850トン、満載：2,597トン |
| 全長     | 381 ft (116 m) |
| 全幅     | 36 ft (11 m) |
| 吃水     | 10 ft (3.0 m) |
| 機関     | ギアードタービン、2軸推進、50,000 shp (37,285 kW) |
| 最大速   | 35ノット (65 km/h) |
| 乗員     | 士官、兵員194名 |
| 兵装     | （建造時）MK33火器管制システム 38口径5インチ砲8門 1.1インチ対空砲8門 21インチ魚雷発射管8門 爆雷軌条2軌 （1945年）MK37火器管制システム 38口径5インチ砲8門 MK51ガン・ディレクター4基 40mm対空砲12門 20mm対空砲6門 21インチ魚雷発射管8門 爆雷軌条2軌 |

クラーク (英語: USS Clark, DD-361) は、アメリカ海軍の駆逐艦。ポーター級駆逐艦の1隻。艦名はチャールズ・E・クラーク海軍少将に因む。

## 艦歴
クラークは1934年1月2日にマサチューセッツ州クインシーのベスレヘム造船で起工する。1935年10月15日にS・ロビンソン夫人によって命名、進水し、1936年5月20日に艦長H・サバウド中佐の指揮下就役する。
就役後は大西洋岸、カリブ海で活動し、1940年4月1日からは真珠湾を母港として活動した。1940年3月3日から4月10日までサモア、オーストラリア、フィジーへの巡航を行う。日本軍による真珠湾攻撃時、クラークはカリフォルニア州サンディエゴでオーバーホールの途中であった。12月27日に西海岸を出航し、2つの船団を護衛して真珠湾に向かった。その後はサモアのパゴパゴ沖で対潜哨戒を行い、1942年2月および3月にはニューギニア空襲に向かう空母任務部隊に加わった。
1942年4月から5月までクラークは4つの船団を護衛してサンフランシスコと真珠湾を往復し、最後の護衛任務ではミッドウェー島まで巡航した。サンディエゴおよびバルボアに戻り、ニュージーランドのウェリントンに向かう船団の護衛に参加する。8月12日から9月8日までニューカレドニアのヌメア沖を巡行し、任務部隊に給油を行う油槽船を護衛、続いてオークランドに戻るとニュージーランドから南太平洋の基地に向かう船団の護衛任務に1ヶ月間従事した。ヌメアでの沿岸護衛および偵察巡航任務の後、クラークは1942年12月11日に出航しバルボアで南東太平洋司令官の旗艦任務に就いた。
1944年8月10日までクラークは南米各地の港の沖合を偵察し、その後オーバーホールに入った。1944年9月4日から1945年4月11日まで6つの大西洋を横断してイギリス、フランスに向かう船団の護衛を行った。
1945年6月15日、クラークはペンシルベニア州フィラデルフィアに到着、同地で1945年10月23日に退役し、1946年3月29日にスクラップとして廃棄された。
クラークは第二次世界大戦の戦功で2個の従軍星章を受章した。